# Dictina
En la mitología griega, Dictina (en griego, Δίκτυννα) era una diosa cretense, patrona de la caza. Se le rendía culto principalmente dentro de Creta, en lugares como Cidonia, Liso y Falasarna, pero también en otros lugares fuera de la isla, como Esparta y Amizonte.
Algunos la identificaban con Artemisa y otros con Britomartis. En relación con esta última identificación, una leyenda decía que su nombre era debido a que, cuando era perseguida por Minos, fue a parar a las redes (δίκτυ, red) de unos pescadores. Según Diodoro Sículo, su nombre también podía ser debido a que se le atribuía la invención de las redes de caza.
Por otra parte, también se han relacionado con Dictina algunos nombres de dioses que aparecen registrados en las tablillas micénicas de lineal B, como qe-ra-si-ja y pi-pi-tu-na.